# 司马祐 (安平王)
司马祐（？—？），一名玷，河内郡温县（今河南省焦作市温县）人，西晋太宰、持节、都督中外诸军事、安平献王司马孚曾孙，武邑王司马承的儿子。

## 事蹟
太康五年二月丙寅（284年3月5日），司马祐被册立为长乐王，司马承去世后，司马祐出嗣叔父安平王司马敦继立为安平王，司马承只有司马祐这一个儿子，他因此没有后嗣。